# Catalogue d'offres et de produits
Pour les articles homonymes, voir catalogue.
 (décembre 2017).
Si vous disposez d'ouvrages ou d'articles de référence ou si vous connaissez des sites web de qualité traitant du thème abordé ici, merci de compléter l'article en donnant les références utiles à sa vérifiabilité et en les liant à la section « Notes et références ».

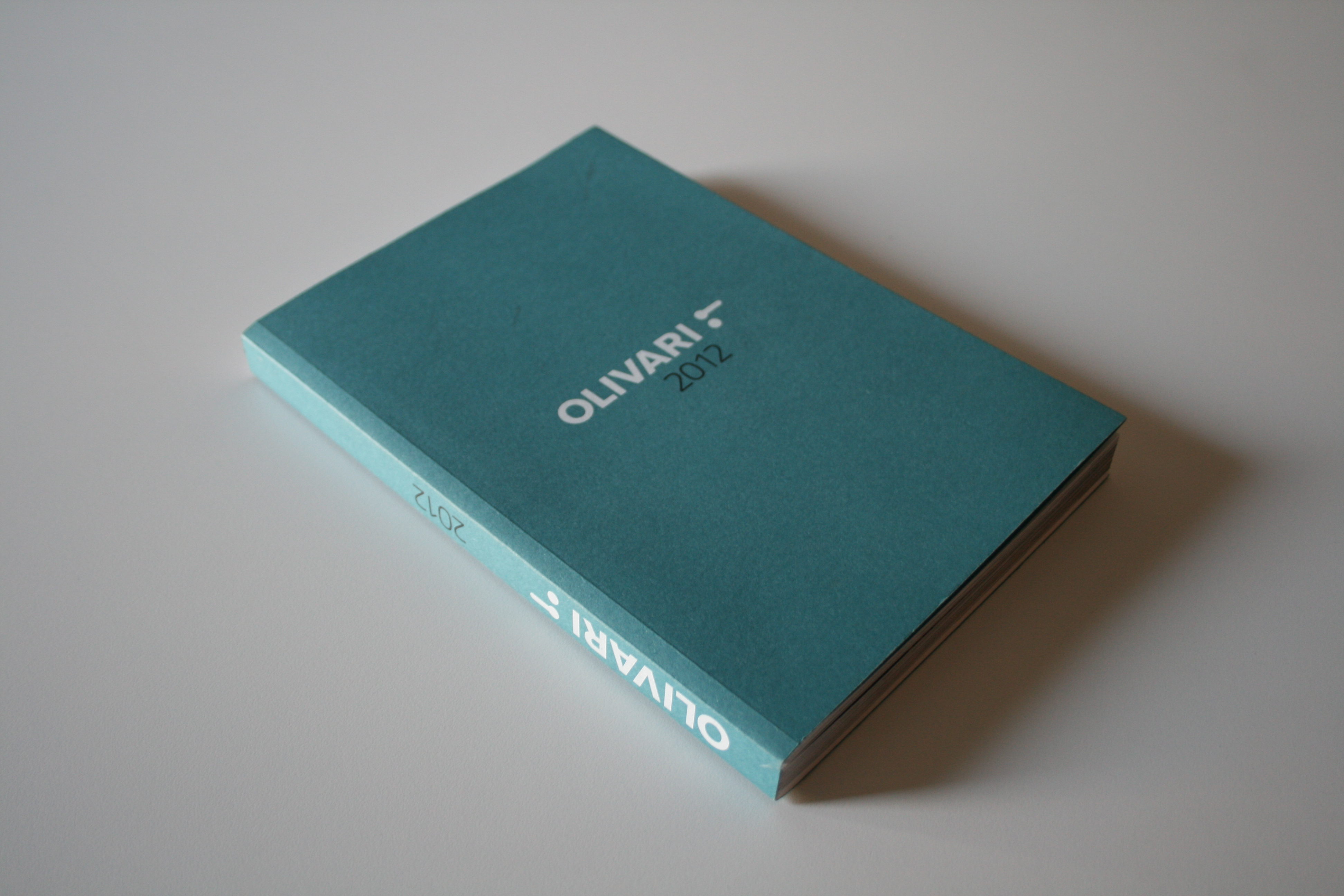
Le catalogue Olivari 2012

Un catalogue d'offres et de produits (ou catalogue commercial) est un inventaire descriptif de ce qu'une entreprise offre habituellement à ses clients. C'est un support de publicité directe qui présente les caractéristiques (références, tailles, options, prix, modalités de paiement, livraison, utilisation, service après-vente…) d'un produit ou service aux clients de l'entreprise. Il doit donc promouvoir une gamme de produits auprès des consommateurs qu'elle cible.

## Origine
C'est Montgomery Ward qui est à l'origine de cette invention. En 1872 avec deux de ses employés et un capital total de 1 600 $, il forme Montgomery Ward & Company. Il publie alors un catalogue de marchandises générales par correspondance avec 163 produits répertoriés pour le marchand de couleurs de Chicago dont il était le représentant. Lorsque son entreprise put évoluer, il ajouta aux catalogues le descriptif des produits, obtenant un catalogue qui ressemblait plus à ceux d'aujourd'hui

## Fonctionnement et rôles
Les catalogues, considérés comme l'une des plus anciennes formes d’outil marketing, constituent toujours un média marketing puissant, mais leur rôle a évolué. Ils étaient autrefois un moyen de réponse directe, alors qu'aujourd’hui, ils mènent le consommateur vers Internet afin d’y effectuer une commande en ligne.
Il n'y a pas un catalogue unique, mais de multiples catalogues : l'information réunie dans le catalogue est utilisée en permanence et partout.
Il peut se qualifier de "magasin à distance" puisque les produits peuvent être consultés et/ou commandés de n'importe où. Mais il sert également à l'entreprise elle-même qui peut consulter à tout moment ses produits en vente.
Différents métiers tels que les commerciaux s'en servent beaucoup pour conclure des ventes en présentant leur offre de produits.
Feuilleter un catalogue dans n'importe quel endroit reste toujours un moment apprécié des clients. Ils se laissent inspirer par les produits présentés. Néanmoins, l’évolution de son rôle n’a fait qu'assurer sa place comme un élément essentiel du mix marketing multimédia.

## Les avantages du catalogue
1. Accessibilité, en effet les catalogues sont transportables partout, attractifs et consultables à tout moment. Ils permettent surtout un accès direct et immédiat aux produits présentés dans leurs pages.
2. Informations. Grâce aux descriptifs des produits, les clients peuvent recevoir toutes les réponses à leurs questions. Beaucoup de gens apprécient de pouvoir avoir accès à une information complète.
3. La marque. En plus de promouvoir le magasin, le catalogue permet aussi d'imprégner les clients de toutes les informations relatives aux offres de produits. Ce support visuel permet la mémorisation plus simple et rapide des produits et de la marque.
4. Les cibles. Le catalogue peut cibler plusieurs types de personnes. En effet le public visé est large et chacun peut sélectionner le type de produits lui correspondant dans un catalogue proposant des offres adaptées à tous les goûts et toutes les envies.
5. Efficacité. Le succès du catalogue peut être perceptible rapidement et précisément car c'est un outil presqu'indispensable à la vente.

## Exemples et contre-exemples
Des exemples de catalogues d'offres et (ou) produits :
- un restaurant traditionnel (sans buffet) : la carte des plats proposée invite le client à entrer dans ce restaurant, et lui permet ensuite de composer son repas une fois assis ;
- un billet de train ou d'avion : à acheter à l'avance, sur la base d'un indicateur d'horaires et de tarifs avec les places disponibles.

Des contre-exemples d'activités sans catalogue :
- on visualise l'objet avant de l'acheter (chez un antiquaire, dans une librairie traditionnelle, dans un restaurant en libre-service…) ;
- des offres « sur mesure » et pas « sur catalogue » : avec de gros clients, l'offre est définie dans un contrat spécifique, contrairement aux marchés de masse, où le nombre élevé de petites commandes requiert des offres prédéfinies et standardisées pour limiter les coûts.